# Dibamus greeri
Dibamus greeri är en ödleart som beskrevs av  Ilya Sergeevich Darevsky 1992. Dibamus greeri ingår i släktet Dibamus och familjen blindödlor.
Artens utbredningsområde är Vietnam. Inga underarter finns listade i Catalogue of Life.